# Annaram
Annaram es una ciudad censal situada en el distrito de Sangareddy en el estado de Telangana (India). Su población es de 6840 habitantes (2011). 

## Demografía
Según el censo de 2011 la población de Annaram era de 6840 habitantes, de los cuales 3473 eran hombres y 3367 eran mujeres. Annaram tiene una tasa media de alfabetización del 68,02%, superior a la media estatal del 67,02%: la alfabetización masculina es del 76,23%, y la alfabetización femenina del 59,40%.